# فرودگاه ماریلیا
فرودگاه ماریلیا (به انگلیسی: Marília Airport) (به زبان بومی: Aeroporto Estadual Frank Miloye Milenkowichi) یک فرودگاه همگانی مسافربری با کد یاتا MII است که یک باند فرود آسفالت دارد و طول باند آن ۱۷۰۰ متر است. این فرودگاه در کشور برزیل قرار دارد و در ارتفاع ۶۴۷ متری از سطح دریا واقع شده‌است.

## شرکت‌های هواپیمایی و مقصدهای پروازی
| شرکت‌های هواپیمایی     | مقصدهای پروازی                  |
| --------------------- | ------------------------------- |
| آزول برزیلین ایرلاینز | بورو-اریلوا، ویراکوپوس-کامپیناس |